# Na oczach świata
Na oczach świata – publikacja dokumentalna opracowana przez Marię Kann i wydana konspiracyjnie w październiku 1943 w Warszawie  przez Biuro Informacji i Propagandy Armii Krajowej (rzekomo przez fikcyjne Wydawnictwo „GLOB” w Zamościu; dane autentycznego wydawcy – KOPR – podano na odwrocie karty tytułowej). Dotyczy powstania w getcie warszawskim – walk oraz zagłady getta po kapitulacji.
Publikacja została napisana na podstawie dokumentów polskiego i żydowskiego podziemia zbrojnego zgromadzonych w archiwach AK oraz Delegatury Rządu Na Kraj, które udostępnili Marii Kann Aleksander Kamiński i Władysław Bartoszewski, a także na podstawie relacji świadków, osób ocalałych. Została wzbogacona dodatkiem Głosy prasy polskiej będącym zbiorem odezw i artykułów z prasy podziemnej. Praca licząca 48 stron ukazała się w nakładzie 2100 egzemplarzy.